# Gibraltar Peak (bergstopp i Australien)
Gibraltar Peak är en bergstopp i Australien. Den ligger i territoriet Australian Capital Territory, i den sydöstra delen av landet, omkring 23 kilometer sydväst om huvudstaden Canberra. Toppen på Gibraltar Peak är 1 038 meter över havet, eller 4 meter över den omgivande terrängen. Bredden vid basen är 0,18 km.
Trakten runt Gibraltar Peak är nära nog obefolkad, med mindre än två invånare per kvadratkilometer.. Närmaste större samhälle är Macarthur, omkring 17 kilometer öster om Gibraltar Peak.
I omgivningarna runt Gibraltar Peak växer i huvudsak städsegrön lövskog. Genomsnittlig årsnederbörd är 1 222 millimeter. Den regnigaste månaden är februari, med i genomsnitt 179 mm nederbörd, och den torraste är maj, med 73 mm nederbörd.